# Villedieu-la-Blouère
Villedieu-la-Blouère korábbi község Franciaország Loire mente régiójában, Maine-et-Loire megyében. 2015. január 1-jén kilenc másik korábbi községgel egyesült és Beaupréau-en-Mauges új község része lett.
Lakosainak száma 2555 fő (2018. január 1.). Villedieu-la-Blouère La Chapelle-du-Genêt, Le Fief-Sauvin, Gesté, La Renaudière és Saint-Philbert-en-Mauges községekkel határos.

## Népesség
A település népessége az elmúlt években az alábbi módon változott:
| Lakosok száma | 1658 | 1790 | 2104 | 2193 | 2102 | 2368 | 2457 | 2502 | 2590 | 2555 |
|               | 1962 | 1968 | 1982 | 1990 | 1999 | 2008 | 2011 | 2013 | 2017 | 2018 |